# Duimstruweelbraam
Duimstruweelbraam (Rubus griesiae) is een soort uit het geslacht braam (Rubus).

## Determinatie
Duimstruweelbraam is vaak goed herkenbaar aan her en der opduikende topblaadjes met een duidelijke zijlob (als de duim van een want) of in drie delen gesplitst met twee zijlobben. De bladloot is kantig afgerond, schaars tot matig behaard, met weinig tot veel gesteelde klieren en per 5 cm 5 tot 10 afstaande stekels van 3–4 mm. 